# 東亞運男子跆拳道比賽爭議
東亞運男子跆拳道比賽爭議，又稱鄭大為事件，發生在2009年東亞運動會男子跆拳道決賽時的爭議事件。台灣選手曾敬翔疑似遭到對手攻擊喉嚨，裁判認定攻擊的位置為鎖骨下方，攻擊有效。台灣教練提出抗議，經仲裁委員會裁決駁回後，台灣代表團長曾志朗進入場中抗議，造成比賽中斷。
裁判團中的台灣籍裁判鄭大為，認為裁判並無不當，並認為曾志朗的抗議行為不當。鄭大為回國後遭到輿論指責，體委會主委戴遐齡指示進行處罰，中華跆拳協會以他的發言不當，判處停權三年，不能參加比賽與招收學生。中華跆協的懲處，影響到鄭大為的工作權，也影響到裁判的中立性，引起許多討論。

## 事件經過
跆拳道男子72公斤級決賽，韓國男子選手宋智勳對決台灣選手曾敬翔。曾敬翔遭到南韓選手擊倒，喪失意識倒地，送醫治療，疑似喉嚨遭到攻擊。場邊的四位副裁判皆判定得分，其中，台灣籍裁判鄭大為最後按下得分，之後立即上前詢問中國籍主審，這個攻擊是否有可能犯規。中國籍主審認為沒有犯規，判決宋智勳擊倒曾敬翔，勝利。
台灣教練團對裁判結果，提出口頭反對。裁判團與仲裁委員進行討論，根據影帶審視、驗傷報告，認為南韓選手攻擊的部位，是喉嚨下方、胸部上方的鎖骨部位，非直接攻擊喉嚨，判定攻擊有效，駁回台灣抗議。最終判定，維持判決，由宋智勳得到金牌。
當繼續進行下一場比賽時，場邊的台灣代表團長曾志朗，不滿裁決結果，認為「金牌可以丟，但不能丟掉台灣的尊嚴」，進入場中，向裁判大聲抗議，造成比賽中斷。新聞畫面傳回台灣，台灣輿論皆傾向支持曾志朗。
副審鄭大為，接受訪問時，支持裁決，指出攻擊的位置是鎖骨下方，非直接擊中喉嚨。他並指責曾志朗，並非選手或教練，對跆拳比賽也不夠專業，但是他直接衝進場中，挑戰裁判判決，是極為不適當的舉動。鄭大為指責曾志朗，已經違反競賽規則中「煽動暴動」的情形。此訪問遭到台灣媒體與輿論的指責，引發眾怒，認為鄭大為並沒有在國際比賽中維護台灣代表團權益。回國後，媒體報導，鄭大為的妻子為韓國人，更引發民眾聯想，認為鄭大為因此立場偏向韓國。許多人打電話至鄭大為道館，辱罵鄭大為。但鄭大為依然堅持判決。
體委會主委戴遐齡對鄭大為表示震怒，在香港要求中華跆協立即召開紀律委員會懲處鄭大為。中華跆拳協會秘書長何豐彥指責鄭大為喪心病狂，稱準備對他做出永不錄用的懲處。名嘴，如黃光芹等人，也在政論節目中攻擊鄭大為是賣國賊。演員黃鐙輝在節目中改編歌曲攻擊鄭大為，在網路上也有許多人對鄭大為不滿，打電話至鄭大為道館，辱罵他。
在調查後，中華跆協並沒有推翻鄭大為的判決，或是認為他的判決方式有錯。但認定他的發言不當，判處他停權三年，三年內不得參與比賽，招收學生。世界跆拳委員會，曾對此事表示關注，但中華跆拳協會並無意改變處罰。

## 判決爭議
台灣新聞媒體與曾志朗皆認為韓國選手擊中的是曾敬翔的喉嚨，認為裁判不公。曾敬翔本人也認為是遭擊中喉嚨。跆拳道代表團總教練劉慶文，對鄭大為提出質疑，認為3位按下得分的副裁判是以聲音判定得分，得分與否，怎可能用聽的就聽出來？喉嚨部位怎能算是得分區域？他要求鄭大為承認判錯，並且道歉。
鄭大為回應，現場能給分有4位副裁判，每人按鈕的時間差須在1秒內，只要有3人按鈕就算得分，而包括鄭大為在內四位副裁判都按下給分，並不是由聲音就輕率決定給分。賽後仲裁會議，播放4角落錄影畫面，除1台因角度看不到，擊中的部位其餘3台都看得很清楚，才做出一致判決。而且，由照片中的傷勢判定，曾慶翔喉嚨部位是擦傷，如果是拳頭直接擊中，會出現塊狀傷痕，因當時力道很大，如果真的擊中，可能連喉管都可能斷掉，因而認定並不是擊中喉嚨。但鄭大為也承認，南韓選手攻擊部位是介於得分跟不得分的臨界點，裁判並不容易判定，他曾要求亞洲跆拳道聯盟向台灣解釋裁決理由，但並沒有被接受。
根據WTF國際跆拳道聯盟競賽規則第24條：
抗議之程序
1. 對於判決不服提出抗議時，應於該場比賽結束後10分鐘內，提出抗議申請書連同規費，送至仲裁委員會
2. 抗議之審理由非抗議國國籍之委員決定，其判決由多數委員之決定決議之
3. 仲裁委員會得召集主審及副審詢問後決議之
4. 仲裁委員會之決議為最終判決，不得提出進一步之上訴

中華代表隊已經提出抗議，仲裁委員會也已經作出裁決，依照規定不得再上訴。曾志朗在裁決後一小時才進入場中抗議，已經違反了競技精神相關規定，「煽動群眾或是散佈不實訊息」，屬於技術犯規。

## 後續發展
台灣民間有許多跆拳道專業人士認為此次事件是媒體炒作，並發表專業文章力挺韓國選手以及擔任副審的鄭大為教練。例如雲林縣國際裁判跆拳道五段高知遠教練以及錢紀明教練紛紛表示當天擔任副審的台籍裁判鄭大為教練沒有誤判。
2011年10月3日，鄭大為不滿體委會主委戴遐齡等體委會官員與黃光芹等媒體名嘴批他「賣國賊」、「喪心病狂」，控告戴遐齡等八人加重誹謗，台北地檢署調查認為判決屬可受公評之事，戴遐齡等人言論屬合理評論，作出不起訴處分。鄭大為另外提出民事訴訟，向黃光芹等12人求償各40萬元並要求登報道歉，2014年7月10日，台北地院認為被告是針對可受公評事項評論，發言屬言論自由，判被告均勝訴免賠，目前仍在最高法院審理中。

## 外部連結
- 平反鄭大為 重建運動精神 連署書 （页面存档备份，存于）

1. ↑  .   [2011-10-04]. （原始内容存档于2020-09-13）.
2. ↑  . 人間福報. 2009年12月11日  [2009年12月11日]. （原始内容存档于2019年8月24日） （中文（臺灣））.
3. ↑  . NOWnews. 2009年12月10日  [2009年12月10日]. （原始内容存档于2010年5月29日） （中文（臺灣））.
4. ↑  . NOWnews. 2009年12月8日  [2009年12月8日]. （原始内容存档于2010年1月16日） （中文（臺灣））.
5. ↑  . 蘋果日報. 2009年12月10日  [2009年12月10日] （中文（臺灣））.
6. ↑  高知遠　. . 自由時報. 2010年5月14日  [2013年5月27日]. （原始内容存档于2010年5月16日） （中文（臺灣））.
7. ↑  .   [2011-10-04]. （原始内容存档于2013-03-14）.
8. ↑  .   [2011-10-04]. （原始内容存档于2013-03-14）.
9. ↑  律師與教練都反對 Archive.today的存檔，存档日期2012-07-19